# Thailandininae
Thailandininae es una subfamilia de foraminíferos bentónicos de la familia Neoschwagerinidae, de la superfamilia Fusulinoidea, del suborden Fusulinina y del orden Fusulinida. Su rango cronoestratigráfico abarca desde el Kubergandiense (Pérmico medio) hasta el Murgabiense (Pérmico superior).

## Discusión
Clasificaciones más recientes incluyen Thailandininae en la superfamilia Neoschwagerinoidea, y en la subclase Fusulinana de la clase Fusulinata.

## Clasificación
Thailandininae incluye a los siguientes géneros:
- Neothailandina †
- Thailandina †

Otro género considerado en Thailandininae es:
- Necdetina †